# Siku Quanshu
El Siku Quanshu és una col·lecció de llibres xinesa començada el 1773 i que constitueix un dels projectes editorials més importants del món per la seva ambició i data primerenca. Animada per la dinastia Qing, amb el desig de superar en obra cultural a la dinastia Ming, va consistir en un procés per destriar entre més de 10.000 manuscrits quins eren els millors (expurgant també els escrits contra el règim). La col·lecció conté més de 800 milions de caràcters copiats a mà i en queden quatre còpies, algunes fetes malbé, guardades a la Biblioteca Nacional de la Xina.
La col·lecció constava de quatre seccions: textos clàssics, història i geografia de la Xina, filosofia i arts i antologies literàries, en una estructura similar a la d'una enciclopèdia, amb 44 divisions o categories.